# Coronaviruspandemien
Coronaviruspandemien var en længerevarende pandemi af luftvejsinfektionen COVID-19, der skyldtes coronavirussen SARS-CoV-2 i perioden 2019-2021
Sygdommen blev oprindeligt identificeret i december 2019 i byen Wuhan i det centrale Kina efter at mange mennesker af ukendte årsager fik lungebetændelse. Disse mennesker var primært knyttet til salgsboderne på Huanan Seafood Market (華南 海鮮 市場), som også sælger levende dyr. Det er blandt de dødeligste pandemier nogensinde.
Kinesiske forskere isolerede derefter en ny coronavirus, betegnet SARS-CoV-2, hvis gensekvens har vist sig at svare mindst 70% til den hos SARS-CoV. Den har dog endnu ikke vist sig at være lige så alvorlig eller dødbringende som SARS. Fra Wuhan spredte virussen sig til provinsen Hubei og dele af det øvrige Kina og herfra til mange andre lande. Torsdag aften 30. januar 2020 erklærede Verdenssundhedsorganisationen (WHO) COVID-19-udbruddet for en international sundhedskrise. Virus er fundet og har spredt sig på alle kontinenter.
Pr. 7. februar 2022 var der på verdensplan rapporteret om 386.548.962 tilfælde og 5.705.754 døde.
Per 6. februar 2022 var 2.003.042 personer i Danmark bekræftet smittet med COVID-19, hvoraf 3.881 var døde.
Derudover er 24.006 personer på Færøerne testet positiv, 20 er døde med sygdommen på Færøerne.
Per 6. februar 2022 er 1.203 personer i Danmark indlagt, hvoraf 34 personer ligger på intensiv afdeling og 12 har brug for respirator.
Den første smittede dansker blev erklæret rask igen, ligesom mere end halvdelen af de smittede på verdensplan. Mange af verdens lande valgte at lukke store dele af samfundet ned, for at få smitten under kontrol. I Danmark bekendtgjorde statsminister Mette Frederiksen om aftenen den 11. marts 2020, at landet lukkede ned. Flere andre lande gjorde det samme. I maj 2020 var smitten under kontrol i Danmark, og landet åbnede langsomt op igen.
Coronaviruspandemien har påført mange restriktioner for mange mennesker over hele verden. Mange lande har bl.a. påbud om, at folk skal bære maske for mund og næse på offentlige steder, og folk kan ikke rejse så frit, som de kunne før pandemien brød ud. Flere lande har i perioder og i visse byer eller områder haft udgangsforbud og eller forsamlingsforbud for at forhindre smittespredning. Pandemien har forårsaget global social og økonomisk forstyrrelse, herunder den største globale recession siden den store depression

## Virussens oprindelse
Den 20. januar 2020 bekræftede de kinesiske myndigheder og WHO, at virussen kan smitte fra menneske til menneske. Den 22. januar havde virussen spredt sig til Bangkok, Tokyo, Sydkorea, Beijing, Shanghai, Guangdong-provinsen, Taiwan og staten Washington i USA; dødstallet var på 9 døde og over 400 smittede. Den 15. februar havde virussen spredt sig til 28 lande Thailand, Japan, Australien, Tyskland, USA, Frankrig, Canada, Italien, Spanien, Egypten, Belgien, Finland, Sydkorea, Singapore, Taiwan, Vietnam, Storbritannien, Macau, Indien, Filippinerne og Rusland. Kina havde samme dag 66.492 registrerede smittede, og 1500 mennesker havde mistet livet på globalt plan. De første danske smittede havde haft forbindelse til Norditalien.
Torsdag aften 30. januar 2020 erklærede Verdenssundhedsorganisationen (WHO) COVID-19-udbruddet for en international sundhedskrise. Per 2. marts 2020 er WHO's strategi stadig at inddæmme sygdommen.
Den 22. januar 2020 udgav Journal of Medical Virology en rapport med en genomisk analyse, som overvejer, at slanger i Wuhan-området er "the most probable wildlife animal reservoir" for virussen; mere forskning er dog påkrævet.
En homolog rekombinationshændelse kan have blandet en "clade A" (flagermus SARS-lignende vira CoVZC45 og CoVZXC21) virus med RNA binding domain af en indtil videre ukendt Beta-CoV.
Isolatet Wuhan-Hu-1 (GenBank-nummer MN908947) af 2019-nCoV viser store fylogenetiske ligheder med to coronavirus-isolater fra kinesiske flagermus, som blev karakteriseret i 2015 og 2017.
Isolatets virusgenom omfatter 29.875 bp med 281 bp henholdsvis 325 bp lange uoversatte områder ved 5'-enden og henholdsvis 3'-enden. De formodede kodende områder fordeler sig på 10 proteiner: en 7096 lang aminosyre (AS) ORF1ab-polyprotein, en 1282 AS lang overflade-glykoprotein (S), et 75 AS hylsterprotein (E), 222 AS membranglykoprotein (M), en 419 AS nukleokapsid-fosfoprotein og yderligere 5 proteiner (ORF3a, ORF6, ORF7a, ORF8 og ORF10). Disse udgør genfølgen i SARS-virus og alle coronavira.

## Diagnose
Flere former for diagnose af COVID-19 blev udviklet under pandemien.
Diagnose af COVID-19 kunne foretages på et hospital ved svælgpodning med en vatpind, der derefter kunne sendes til undersøgelse med teknikken Real-Time Reverse Transcription–Polymerase Chain Reaction (RT-PCR).
Denne teknik er ikke altid korrekt. Ved udtalte symptomer er sensitiviteten på 90–95% (dvs. testen overser sygdommen i 5–10% af tilfældene), mens specificiteten er over 99%.
Læger i Kina benyttede CT-skanning af lungerne.
I Sydkorea diagnosticerede man folk i stor skala, og her organiserede man drive-in-diagnosticering.
Personerne behøvede ikke at forlade deres bil, da prøvetagningen foregik gennem den nedrullede bilrude.
Denne metode blev i marts 2020 efterlignet af Aarhus Universitetshospital.
Den 10. marts 2020 var der også indført drive-in-test ved Sjællands Universitetshospital i Roskilde.
Test for antistoffer var under udvikling tidligt under pandemien, og en ELISA-baseret metode blev beskrevet den 18. marts 2020.

## Forebyggelse
Forebyggelse under udbruddet sker ved god hygiejne specielt ved hænder og åndedrættet, karantæne, isolation og smitteopsporing.
Således er Sundhedsstyrelsens anbefalinger om forebyggelse af smitte "vask dine hænder ofte" og "host eller nys i ærmet".

### Begrænsning af fysisk/social kontakt
Begrænsningen af fysisk/social kontakt kan ske ved at undgå håndtryk, kys og kram.
Begrænsningen kan også ske ved at neddrosle social aktivitet ved
aflysning af arrangementer, lukning af skoler, kulturinstitutioner og restriktioner på antallet af personer der må samles, opfordring til begrænsning af brug af kollektiv transport.
Sundhedsstyrelsens strategirapport af 5. marts 2020 anbefalede "opfordring til at benytte alternative transportformer i stedet for tætpakket metro, busser og S-tog fx cykel" og "undgå offentlig transport i myldretid" samt "henstillinger til at der i den offentlige færdsel sikres afstand eksempelvis i tog, bus mv."
Den 10. marts begyndte den danske regering at opfordre rejsende til at rejse uden for myldretid og til at benytte cyklen ved kortere ture fremfor kollektiv transport.
Derudover blev udbydere af kollektiv transport bedt om at sørge for, at folk ikke stod tæt for eksempel ved indsættelse af flere tog og busser.

### God hosteetikette
God hosteetikette kan ske ved, at man nyser eller hoster i ærmet.
De danske myndigheder anbefale, at hvis man har hoste, let feber eller forkølelse, bliver man hjemme.

### God håndhygiejne
God håndhygiejne kan ske ved at vaske hænderne tit eller ved brug af håndsprit.
Den amerikanske sundhedsmyndighed Centers for Disease Control and Prevention anbefaler håndvaskning med vand og sæbe i 20 sekunder eller mere, og især efter hosten, nysen, næsepudsning.
Sundhedsstyrelsens strategirapport af 5. marts 2020 anbefalede "obligatorisk håndsprit i offentlige rum fx arbejdspladser både i det privat og offentlige, togstationer, metro og S-tog".

### Tag hensyn til ældre og kronisk syge
Ældre og kronisk syge kan blive hårdt ramt af COVID-19.
Man skal holde afstand.

### Isolation
Er man smittet, kommer man sædvanligvis i isolation, så man undgår at smitte andre.
Isolation er en foranstaltning, som en læge iværksætter.

### Karantæne
Person uden symptomer men med høj risiko for at være smittet kan komme i karantæne.
Det er typisk personer, der har været i tæt kontakt med en smittet person.
Karantænen sker sædvanligvis i eget hjem, det vil sige som hjemmekarantæne, hvor man bliver bedt om at blive hjemme og undgå tæt kontakt til andre.
Perioden kan vare 14 dage.
I Danmark sættes karantænen i værk af Styrelsen for Patientsikkerhed.
De sørger for daglig kontakt til karantæneramte og anbefaler, at de karantæneramte bestiller mad via Internettet, dagligt har telefonisk kontakt til familien, får passet husdyr og ellers kontakter en læge hurtigt, hvis symptomer opstår.

### Sundhedspersonale
Ved direkte patientkontakt anbefalede den danske Sundhedsstyrelse, at sundhedspersonalet bar handsker, væskeafvisende, langærmet engangsovertrækskittel, kirurgisk maske og visir/beskyttelsesbriller.

### Vaccine
Der er per december 2020 flere godkendte mRNA-vacciner og flere er under udarbejdelse, hvor mange er gået positivt igennem processens første faser. Flere lande begyndte at vaccinere lige efter jul 2020. Den 26. december 2020 ankom de første 9.750 doser vaccine fra medicinalvirksomhederne Pfizer og BioNTech til Danmark. Den 27. december 2020 om morgenen blev de første danskere vaccineret. Det skete for beboere og personale på nogle udvalgte af landets plejehjem: Plejehjemmet Blomstergården i Slagelse, Plejehjemmet Kærbo i Ishøj, Ældrecenter Øst i Odense, Plejehjemmet Ankersgade i Aarhus og Plejehjemmet Birkebo i Aalborg.
CoVAXIX er navnet på den vaccinekandidat der udvikles af Statens Serum Institut i Danmark og kom med gode resultater i sommeren 2020, og forventes at starte på menneskeforsøg i slutningen af 2020, eller starten af 2021. Der er mange forskerhold og virksomheder, der arbejder på en vaccine verdenen over. Det amerikanske National Institute of Health meddelte den 16. marts 2020, at et klinisk forsøg i fase 1 var gået i gang hos Kaiser Permanente Washington Health Research Institute i Seattle med en vaccinekandidat kaldet mRNA-1273, der den 7. maj 2020 påbegyndte fase 2. Selvom det kan opfattes som en konkurrence, har der gennem tiden været mange medicinske udviklingsprocesser, hvor mange har forsøgt at opnå det samme. Uanset holdninger omkring metoden og eventuelle politiske tanker om, hvorved en vaccine udvikles, er det en fordel at der er flere der udvikles, så de vaccinekandidater der ikke bliver godkendt, kan erstattes af andre der bliver.

## Behandling
Ved milde tilfælde er den sygdomsramte normalt i hjemmekarantæne.
I mere alvorlige tilfælde kan der ske indlæggelse på hospital, hvor der kan gives ilttilskud, og i særligt alvorlige tilfælde kan patienten sættes i respiratorbehandling.
I begyndelsen af marts 2020 var der i Danmark 431 respiratorpladser og i for eksempel Region Hovedstaden 139 pladser med respirator.
På baggrund af udviklingen af antallet af smittede med en forventet pukkel af kritiske patienter blev der fundet flere respiratorer.

### Medicinske behandlinger
Der var per februar 2020 ingen godkendt medicinsk behandling, men en længere række kliniske forsøg med forsøgsbehandlinger blev sat i værk for at undersøge forskellige former for behandling.

#### Antimalaria middel
Antimalariamidler blev undersøgt.
I midten af februar 2020 kom en kort rapport med påstande om resultater for brug af det klassiske antimalariamiddel klorokin til behandling af COVID-19.
Et enkelt in vitro-studie, der blev udgivet i begyndelsen af februar 2020, viste en effekt,
hvilket fik eksperter til at gøre sig forhåbninger om, at det kunne have en effekt som lægemiddel.
Rygterne om klorokins mulige virkning fik folk til at selvmedicinere sig, — i et tilfælde med fatale følger.
Blandt de første kliniske forsøg var et kinesisk pilotstudie med blot 30 patienter. Dette studie viste ingen effekt af klorokin.
I slutningen af februar blev de kinesiske erfaringer om klorokin også refereret i danske medier, og en pressemeddelelse blev sendt ud gennem nyhedsbureauet Ritzau.
Det uklare videnskabelige belæg for klorokins virkning blev dog påpeget af Lægemiddelstyrelsen i så skarp en grad, at Ritzau trak pressemeddelelsen tilbage fra deres service.

#### Lopinavir-ritonavir
Den 18. marts 2020 blev det kinesiske forsøg ChiCTR2000029308 offentliggjort.
Her var kombinationsbehandlingen lopinavir–ritonavir forsøgt i en gruppe af alvorlige tilfælde med COVID-19.
Indenfor 28 dage var 19 ud af 99 døde i lopinavir–ritonavir-gruppen, mens 25 ud af 100 var døde i den gruppe, der fulgte standardbehandling. Omend der er tale om en forbedring på 5,8 procent, var den statistiske usikkerhed så stor, at folkene bag forsøget ikke ville konkludere, at kombinationsbehandlingen med lopinavir–ritonavir var bedre.

#### Redesimvir
I oktober 2020 blev en ikke-fagfællebedømt rapport om et stor internationalt samarbejde om kliniske forsøg udgivet.
Rapporten beskrev undersøgelser med blandt andet Remdesivir og Lopinavir og at resultaterne indikerede at behandlingerne kun havde lille eller ingen effekt.

#### Senere studier
Et stort klinisk studie (RECOVERY) har peget på tocilizumab og dexamethasone som mulige lægemidler til COVID-19.

## Strategier
WHO har anbefalet omfattende tests af formodet smittede for at skabe størst mulig evidens for sygdommens forløb og udbredelse. Anbefalingen lyder: "Den bedste metode til at forebygge og neddrosle overførslen af sygdommen er sikre informationer om COVID-19 virus, om sygdommen, dens årsager og hvordan den breder sig. Endvidere har WHO anbefalet, at landene så vidt muligt isolerer de syge for at undgå smittespredning.
"Hurtigere diagnose, isolation og karantæne" samt udbygning af kapaciteten på hospitalerne anser WHO's ekspert i virus Bruce Aylward for den bedste strategi.
Flere lande tøvede med at foretage omfattende tests, men i løbet af marts valgte de fleste, herunder Danmark, at intensivere disse, hvilket betød, at der opstod mangel på de for testen nødvendige remedier.
Landene har fulgt forskellige strategier for at afbøde konsekvenserne af sygdommen. Kina lukkede de værst ramte byer med udgangsforbud, isolerede tusinder af syge og gennemførte et landsdækkende testprogram. Dermed begrænsede myndighederne virussens spredning, og i midten af marts var epicenteret flyttet til Europa.
I Sydkorea benyttede myndighederne ligeledes omfattende tests og personlig overvågning af smittede. En ekspert vurderer, at sådanne redskaber ville være uønskede i Danmark, mens andre har fremført, at denne strategi fører til større faglig viden og dermed på længere sigt mindre konsekvenser end andre strategier.
En anden strategi går ud på at skabe flokimmunitet, dvs. at skabe immunitet "ved at store dele af befolkningen bliver smittet under epidemiens første bølge".
WHO's ekspert i virus Bruce Aylward advarede mod flokimmunitet som strategisk koncept. "Flokimmunitet betyder, at folk dør. Og I prøver ikke at stoppe det." Den danske ekspert Kåre Mølbak anbefalede på dette tidspunkt foranstaltninger, som "flader kurven ud" for ikke at overbelaste hospitalsvæsenet. Dette betegnes som afbødningsstrategi.
I EU besluttede ministerrådet at lukke alle ydre grænser i 30 dage med få undtagelser. Dette skete i forlængelse af en række medlemslandes restriktioner overfor persontransport over grænserne. Flere medlemslande, iblandt disse Danmark, lukkede samtidig store dele af den offentlige sektor og gav den private sektor pålæg, som betød, at virksomhederne måtte lukke for en periode eller begrænse deres aktivitet. Strategierne kan også kombineres, men det er meget dyrt, hvorfor nogle lande valgte at tilbyde hjælpepakker til berørte virksomheder og lønmodtagere.
Sidst i marts vurderede eksperter, at den danske strategi om afbødning havde virket, men at tests kunne forbedre det. Mangel på reagens gjorde dog, at øvrigt test-udstyr ville være nyttesløst. Sundhedsstyrelsen offentliggjorde en simpel metode til at forberede reagens for RNA og derved øge mængden af mulige tests.
I april udtalte flere danske eksperter, at det var nødvendigt at forsøge at opnå flokimmunitet. Flokimmunitet kan opnås ved omfattende vaccinationsprogrammer, men da det vurderedes at tage mindst et år, før man vil kunne have sådan et program klar mod coronavirussen, er alternativet, at en tilstrækkelig stor del af befolkningen, formodentlig 60-70 %, bliver smittet og dermed bliver immune, i hvert fald for en tid. Professor i infektionsimmunologi Jan Pravsgaard Christensen fra Københavns Universitet, tidligere direktør i Sundhedsstyrelsen Else Smith og virologen Allan Randrup Thomsen, professor ved Københavns Universitet, opfattede erhvervelsen af flokimmunitet som den eneste realistiske mulighed, idet en inddæmning med test og isolering ikke ville virke på længere sigt, så længe man ikke fulgte samme strategi i hele verden.

## Pandemiens forløb
CNN skrev i 2021 at "forskning viser at" virussen ikke begyndte at cirkulere "i Hubei-provinsen før midten av oktober" 2019, ifølge professor Michael Worobey ved University of Arizona; videre siger han at det er "sannsynlig at matmarkedet ikke er stedet" virussen opstod, men at det var her den fandt en "stor nok menneskemengde til" at udbrede sig.
Ifølge visse kilder begyndte pandemien i den kinesiske millionby Wuhan i 2019.
Et tidlig tilfælde kan have været den 8. december 2019. Et andet sporede tilfælde opstod to dage efter den 10. december, og igennem resten af december fandt man en række nye tilfælde.
Den 29. december 2019 indså man, at et stor del af tilfældene kunne tilbageføres til Huanan-fiskemarkedet, og markedet blev lukket den 1. januar 2020.
Her var det første tilfælde den 13. december.
Andre kilder hævder, at det første tilfælde kan spores tilbage til den 17. november 2019.
Franske læger ved Albert Schweitzer-hospitalet i Colmar i Alsace har ved analyse af røntgenbilleder fundet, at det første tilfælde i Europa muligvis allerede var til stede den 16. november 2019. Dette førte i første omgang ikke til registrerede sygdomstilfælde.
I midten af januar 2020 begyndte man at beskrive sygdommen i vestlige medier.
Her hed det sig først, at en 61-årig mand var død af lungebetændelse i Wuhan som følge at en ny virus.
Yderligere 41 personer var smittet, og 739 var i karantæne, og der ikke var flere smittede siden den 3. januar ifølge de kinesiske sundhedsmyndigheder.
Antallet af syge i Kina og en hastig spredning af virussen til hele Hubei-provinsen betød imidlertid, at myndighederne indførte en række restriktioner i befolkningens bevægelsesfrihed samt store investeringer i hospitalsudstyr. Blandt andet indkøbte man dansk producerede robotter, der kan dræbe virus.
Den 4. marts 2020 opgraderede de kinesiske myndigheder antallet af smittede til mere end 30.000, mens antallet af døde var steget til 3012.

### Italien
Det første tilfælde af sygdommen i Europa blev registreret i det nordlige Italien den 20. februar. Det var i starten især koncentreret i Lombardiet, men herfra udviklede det sig hurtigt til andre regioner i landet. Den 7. marts reagerede Italiens premierminister, Giuseppe Conte, med at udstede en forordning, der lukkede dele af det nordlige Italien ned. Initiativet blev af kritikere opfattet som en alt for sen reaktion, og den 16. marts var der 24.747 bekræftede smittetilfælde og 2158 døde. At Italien var særdeles hårdt ramt, blev bekræftet den 19. marts, hvor landet overhalede Kina som landet med flest registrerede coronavirus-relaterede dødsfald i verden med i alt 3405 omkomne.
Omkring 1. maj 2020 knækkede kurven over omkomne i landet. Pr. 4. maj var der rapporteret 28.824 dødsfald.

### Spanien
Den 31. januar 2020 blev en tysk turist testet positiv for sygdommen i La Gomera. Epidemien spredte sig hastigt, og den 24. marts blev det reporteret, at 514 var døde af sygdommen på en enkelt dag, det indtil da højeste antal dødsfald på en enkelt dag.
Samlet set var der på dette tidspunkt registreret 39.676 tilfælde og 2,800 døde samt mere end 350.000 tests for COVID-19.
Pr. 4. maj var der rapporteret 25.264 dødsfald. Pr. 26. december 2020 var 71.620 personer døde med COVID-19 i Italien.

### USA
I USA fik virussen senere fat end i Europa. Men i slutningen af marts annoncerede Donald Trump, der tidligere havde betegnet sygdommen som en "almindelig influenza", omfattende restriktioner på baggrund af en stærkt stigende kurve for antallet af dødsfald. I begyndelsen af april var USA for første gang det land, der havde flest rapporterede døde, jf. de daglige rapporter fra Johns Hopkins University. Pr. 26. oktober 2020 var der i alt over 8 millioner smittede, og 226.000 døde i USA. Den 26. december 2020 var antallet af smittede i USA steget til 19.433.847 og antallet af personer i USA, der var døde med COVID-19 var 339.921.

### Storbritannien
Storbritanniens første tilfælde blev indrapporteret 31.1.2020. Primo maj var der registreret 187.842 smittede og 28.520 døde. Pr. 26. december 2020 var antallet af smittede 2.256.005, mens antallet af dødsfald var på 70.405.

### Danmark

#### Første danske tiltag
Den 24. februar 2020 ændrede Sundhedsstyrelsen på retningslinjerne på håndtering af COVID-19.
Styrelsen anbefalede, at personer under mistanke for COVID-19 ikke mødte op hos egen læge, lægevagtsklinikker eller akutmodtagelser men i stedet udspurgtes telefonisk om "rejsemål, smitterisiko, symptomdebut og symptomer".
Herefter kunne de henvises til de infektionsmedicinske afdelinger, som kunne vurdere patienten.
Seks hospitaler var sat op til at håndtere patienter under mistanke: Rigshospitalet på Blegdamsvej, Hvidovre Hospital, Aarhus Universitetshospital i Skejby, Aalborg Universitetshospital (Syd), Sjællands Universitetshospital i Roskilde og Odense Universitetshospital i Odense.

#### Første danske tilfælde
COVID-19-udbruddet fra Wuhan spredte sig til Danmark via en rejsende fra Norditalien.
Den første rapport om et tilfælde kom den 27. februar 2020.
Der var tale om TV 2-redaktøren, Jakob Tage Ramlyng, der med familien havde været på skiferie i Chiesa i den norditalienske provins Sondrio og fløj hjem via Milanos Malpensa lufthavn den 24. februar 2020.
Den 26. februar fik han det dårligt og blev efterfølgende testet positiv på hospitalet i Roskilde.
Resten af familien, der havde været i Norditalien, blev testet negativ.
Ramlyng var kortvarigt på arbejde den 26. februar 2020.
Den kontakt, han havde haft på sin arbejdsplads, betød, at flere TV 2-medarbejdere gik i hjemmekarantæne efter en vurdering fra Styrelsen for Patientsikkerhed.
Det gjaldt også studievært på TV 2 News Karen-Helene Hjort, der havde siddet ved siden af Ramlyng på arbejdet den 26. februar 2020.
Den 28. februar 2020, dagen efter det første tilfælde, meddelte Sundhedsstyrelsen, at en anden dansker var testet positiv.
I lighed med Ramlyng havde personen været på skiferie i Norditalien men var kommet hjem allerede den 15. februar.
Tre dage efter hjemrejsen var personen blevet syg med hoste og feber.
Først den 27. februar havde personen henvendt sig til egen læge, der henviste til undersøgelse på Rigshospitalet, hvor den positive test for SARS-CoV-2 blev udført.
I lighed med det første tilfælde blev personen sat i hjemmeisolation.
Den fjerde rapport om et dansk tilfælde gjaldt en person, der havde haft kontakt til patienten fra den anden rapport.
Den 29. februar 2020 blev det tredje tilfælde rapporteret.
Der var tale om en medarbejder på Aarhus Universitetshospital som øjensynligt var smittet i forbindelse med en konference i München.
Medarbejderen havde været i tæt kontakt med en italiener på konferencen, og da medarbejderen fik oplysninger om, at italieneren var testet positiv for SARS-CoV-2, satte medarbejderen sig selv i karantæne.
I forbindelse med dette tilfælde blev 30 personer sat i karantæne.
Tidligere håndboldslandstræner Ole Eliasen var den første COVID-19-patient, der blev indlagt på Aarhus Universitetshospital, Skejby. Det var den 9. marts 2020.

#### Videreudvikling i Danmark
Den 1. marts var 122 raske danskere i karantæne; den 12. marts var det steget til 1314 i Danmark og yderligere 33 på Færøerne.
Ved afholdelse af Dansk Melodi Grand Prix 2020 fik publikum ingen adgang, efter Sundhedsstyrelsen havde anbefalet at udskyde eller aflyse alle arrangementer med mere end 1.000 deltagere i perioden 6.-31. marts 2020, i et forsøg på at begrænse smitte med COVID-19.
Den 8. marts lukkede Rysensteen Gymnasium midlertidigt, efter to elever havde fået konstateret COVID-19 for at "hindre smittespredning blandt elever og skolens medarbejdere".
Den 11. marts 2020 annoncerede Danmarks statsminister Mette Frederiksen, at regeringen havde valgt at "lukke Danmark ned". For at begrænse smitten lukkedes alle folkeskoler og daginstitutioner mandag 16. marts, og privatskoler opfordredes samtidig til at lukke ned. Derudover sendes alle offentligt ansatte, der ikke varetager kritiske funktioner, hjem. Dem, der ikke sendes hjem, er dem, der har en kritisk rolle for samfundet altså blandt andet dem, der arbejder i sundhedssektoren, i politiet og med ældre. Kort efter pressemødet oplevede supermarkederne usædvanligt mange kunder og store indkøb af basisvarer som rugbrød, pasta og wc-papir, og efterladte ferskvarer måtte smides ud. Situationen blev normaliseret i løbet af et par dage. Coop havde i forvejen begrænset modermælkserstatning til 5 styk per kunde, og både Coop og Salling Group begrænsede slaget af håndkøbsmedicin og håndsprit per kunde.
For at virksomheder ikke skulle se det som økonomisk nødvendigt at fyre medarbejdere, præsenterede regeringen en økonomisk hjælpepakke, hvor man udskæd virksomhedens betaling af moms og skat. Den 15. marts annoncerede regeringen en aftale, hvor staten ville dække 75 % af lønnen i virksomheder, som stod overfor at skulle fyre over 30 % af medarbejderne eller mere end 50 ansatte. Ordningen skulle gælde fra 9. marts til 9. juni. Nationalbanken øgede udstedelsen af årlige statsobligationer fra 75 til 125 milliarder kroner for at finansiere nogle af de mange tiltag. I februar 2020 havde danske virksomheder 426 mia. kr., dog hovedsageligt i de store virksomheder.
Store virksomheder sendte sårbare medarbejdere hjem med løn og afgrænsede øvrige medarbejderes sandsynlighed for at smitte hinanden. Forlystelsesparker som Tivoli, Bakken, og Legoland udskød sin forårsåbning i foreløbig nogle uger.
Danmarks grænser blev lukket fra 14. marts kl. 12. Denne beslutning mødte kritik, da Sundhedsstyrelsen ikke havde anbefalet det, og beslutningen var derfor udelukkende politisk. Den danske professor Lone Simonsen fra Roskilde Universitet udtalte, at tiltaget ikke ville bidrage til at begrænse spredningen af coronavirus på nuværende tidspunkt, hvor epidemien allerede har ramt Danmark. Omkring 100.000 danskere forventes desuden at komme fra udlandet til Danmark. Den 15. marts blev det udmeldt, at Tyskland ville lukke grænsen til Danmark fra den 16. marts kl. 6:00.
Den 19. marts blev en bekendtgørelse om nødundervisning vedtaget, der angav at skoleaktiviteterne skulle gennemføres online med eleverne hjemme.
Raske unge har lav risiko for at blive syge af Covid-19 men stadig mulighed for at smitte andre. I marts 2020 var influencer Alexander Husum med til et internet-pressemøde om Coronaviruspandemien sammen med statsminister Mette Frederiksen for at få især unge til bedre at forstå forskellen og tage ansvar for sårbare. En læge udtalte sig også om raskes ansvar om smittespredning.
Den 17. marts holdt regeringen igen pressemøde, hvor det blev meddelt, at alle offentlige forsamlinger på over 10 personer blev gjort ulovlige, at alle storcentre, restauranter, cafeer og værtshuse samt erhverv med tæt kontakt mellem personer, herunder bl.a. solcentre, frisører og tatovører skulle holde lukket fra den 18. marts kl. 10. Det var dog fortsat tilladt for restauranter at levere take away. Ved pressemødet blev der opfordret til, at der kun blev sendt én journalist eller korrespondent per medie for at begrænse antallet af personer til stede.
Kl. 20:00 samme aften blev der transmitteret en optaget tale med dronning Margrethe 2., hvor hun formanede befolkningen til at overholde myndighedernes retningslinjer for at forhindre smittespredningen.
| Citat                 | Min opfordring gælder naturligvis ikke kun de unge. Man kan stadig se grupper i alle aldre, som opholder sig for tæt sammen. Nogle holder endda stadig fester og runde fødselsdage. Det synes jeg ikke, man kan være bekendt. Det er tankeløst. Og det er først og fremmest hensynsløst. | Citat |
| Dronning Margrethe 2. | |       |

Talen blev kaldt historisk, idet Danmarks regent traditionelt kun har talt til befolkningen én gang om året, nemlig ved den traditionelle nytårstale, der går tilbage til 1941. Det var således første gang en siddende regent holdt en tale til befolkningen, siden Christian 10. gjorde det i forbindelse med befrielsen i 1945. Dronningen holdt derefter også en direkte tale på tv på dagen for sin 80 års fødselsdag, 16. april. Den officielle fødselsdagsfejring var aflyst pga. nedlukningen.
På blot 2-3 uger faldt trafikken drastisk på vejene og i offentlig trafik. På Køge Bugt Motorvejen var der 55% færre biler, og de øvrige motorveje havde også mindre trafik end normalt. Københavns Metro havde 90% færre passagerer trods myldretidsdrift hele dagen, og der var 75% færre i forlængede S-tog.
Fristaden Christiania lukkede den 20. marts med hegn på ubestemt tid for at mindske smittespredning.
Samme dag annoncerede sundhedsminister Magnus Heunicke en mere offensiv teststrategi. Dette blev imidlertid besværliggjort af mangel på nødvendige materialer.
Antallet af ledige steg, mens antallet af ledige jobs faldt.
Den 25. april indførte politiet opholdsforbud ved butikscentret i Lakolk på Rømø som det første sted i landet. En periode med godt vejr havde fået flere til at bevæge sig ud, og der var ifølge politiet for mange mennesker forsamlet på samme område. Senere samme dag blev der tilsvarende indført opholdsforbud på Islands Brygge i København. D. 27. april gik Arnold Busck-kæden konkurs pga. nedlukkede butikker under krisen.
Folketingets partier blev den 7. maj enige om genåbningen af Danmark i den såkaldte fase 2. Partierne igangsatte følgende:
- Fuld åbning af detailhandel (11. maj)
- Restaurations- og caféliv og lign. påbegyndes (18. maj)
- 6.-10. klasser i gang (18. maj)
- Undervisning og eksamener med krav om fysisk fremmøde.
- Hjemmearbejde i private virksomheder
- Professionel idræt uden tilskuere
- Ind- og udlån på biblioteker (18. maj)
- Idræts- og foreningsliv — udendørs
- Folkekirken og trossamfund i gang (18. maj)
- Afslutning af forløb på efterskoler (18. maj)
- Zoologiske anlæg, hvor gæsterne transporterer sig i bil, kan være åbne.

Derudover fortsatte den midlertidige grænsekontrol med indrejseforbud samt de skærpede rejsevejledninger frem til den 1. juni 2020, såfremt regeringen ikke melder noget ud inden.
Byggemarkeder oplevede stigning i omsætning, da mange brugte hjemmetiden på private byggeprojekter.
Den 27. december 2020 blev de første danskere vaccineret mod COVID-19. Det blev beboere og ansatte på nogle af landets plejehjem, der modtog de første vaccinationer, der var fra Pfizer og BioNTechs. På det tidspunkt var antallet af smittede i Danmark 151.167 og antal af personer der var døde med COVID-19 i Danmark var 1.153.
Danmarks energiforbrug faldt med 8% i 2020 pga. den lavere aktivitet i samfund og transport.

#### Udredning
Den 23. juni 2020 besluttede Folketinget at få grundlaget for de beslutninger, der lå bag 11. marts 2020 nedlukningen af Danmark, undersøgt af en uvildig udredningsgruppe.
Udredningsgruppens rapport blev fremlagt for Folketinget den 29. januar 2021.
Da nedlukningen af Danmark ikke var et initiativ, der blev anbefalet af sundhedsmyndighederne, er et væsentligt fokus i rapporten motivationen bag regeringens ønske om at designe og gennemføre et sådant tiltag, som i rapportens niende kapitel er vist at være mest sandsynligt baseret på en række natlige emails skrevet, den 10. marts 2020, af departementschefen i Statsministeriet.

### Øvrige Europa
Mens Norge og Finland i lighed med Danmark hurtigt indførte restriktioner i bevægelsesfriheden og lukkede offentlige institutioner, valgte Sverige at nøjes med en række henstillinger til befolkningen. De fleste offentlige institutioner var åbne (bortset fra universiteterne, ligesom restauranter, lufthavne og andre "højrisikoerhverv" holdt åbent.
I Sverige har politikerne — i modsætning til de fleste andre lande — overladt beslutningerne til sundhedsmyndighederne, der ledes af statseepidemiolog Anders Tegnell. Sverige testede ikke smittespredningen generelt blandt dem, som har symptomer eller har været på udlandsrejse. Fra den 12. marts begyndte man at teste ældre, personer der indlægges på hospitaler og sygehuspersonale. Medio marts havde ca. 2000 forskere underskrevet en erklæring, der opfordrede regeringen til at indføre skrappe restriktioner.
I marts 2020 tildelte virksomhederne, der tilhører Sistema, omkring 1 milliard rubler til bekæmpelse af coronavirus, hvoraf størstedelen blev brugt på udvikling af test til påvisning af infektion samt på produktion af beskyttelsesudstyr og antiseptika.

## Rejsevejledning
Udenrigsministeriets rejsevejledninger har ændret sig gennem tiden som følge af COVID-19-udbruddet.
Per 10. marts 2020 var rejsevejledningen "rød" for Hubei, hele Iran, de norditalienske regioner Piemonte, Lombardiet, Emilia-Romagna, Aostadalen, Veneto og Marche, det østrigske skisportssted Ischgl samt den sydkoreanske by Daegu og den sydkoreanske provins Gyeongbuk, hvilket vil sige, at Udenrigsministeriet frarådede alle rejser dertil.
Udenrigsministeriet frarådede alle ikke-nødvendige rejser (orange) til resten af Kina uden for Hubei, Hongkong, Macau og Taiwan, resten af Italien, den østrigske delstat Tyrol, Palæstina og de spanske regioner Madrid, La Rioja og Baskerlandet.
Gul markering, det vel sige "vær ekstra forsigtig", fik så resten af Sydkorea, resten af Østrig og resten af verden.
Flere områder kom dog hurtigt i alvorligere kategorier, og den 13. marts kom alle udenlandske områder i mindst den orange kategori.
Den 9. marts 2020 indførte Israel 14 dages karantæne for indrejste personer, herunder danskere.
Vietnam og Indien har også indført indrejserestriktioner.
I januar 2021 blev hele verden rød, for at bekæmpe indrejste mutationer.

## Reaktioner
Den store efterspørgsel på produkter til håndhygiejne blandt både sundhedsorganisationer og privatpersoner fik i løbet af marts måned flere producenter af især håndsprit til at melde ud, at deres produktion ikke kunne følge med efterspørgslen; et dansk hospital bruger omkring 1 ton håndsprit i døgnet. Pr. medio marts omlagde LVMH i Frankrig en del af deres parfumeproduktion til at fremstille håndsprit, som doneredes til franske sundhedsmyndigheder, og Amway i USA begyndte at fremstille hånddesinficering ved siden af deres almindelige produktion, som blev doneret til såvel hospitaler som private hjælpeorganisationer. Hermed var de blandt de første virksomheder, som omlagde produktion til at imødekomme den globale mangel på personlige værnemidler under krisen; siden fulgte mange flere små og store virksomheder efter.

## Sammenligning med andre epidemier
| Epidemi                  | COVID-19 2019                                                          | Den spanske syge      | 2009 influenza                                 | Ebola 2014            |
| ------------------------ | ---------------------------------------------------------------------- | --------------------- | ---------------------------------------------- | --------------------- |
| Første rapporterede dato | November 2019                                                          | 1917                  | 2008–2009                                      | 2013                  |
| Første rapporterede sted | Wuhan                                                                  | Kansas                | Mexico                                         | Guéckédou, Vestafrika |
| Smitte                   | SARS-CoV-2                                                             | A/H1N1-influenzavirus | A/H1N1-influenzavirus (H1N1pdm09)              | Ebolavirus            |
| Antal smittede           | 146.841.882 (bekræftede, per 26. april 2021)                           |                       |                                                | 28.600                |
| Antal døde               | Omkring 14,9 millioner de første to år                                 | ca. 50 millioner      | 18.500 (bekræftede), cirka 200.000 (estimeret) | 11.325                |
| Letalitet                | 0,3-1% (forventning blandt smittede), 0,089% (bloddonorer under 70 år) |                       | 0.008% til 0.01%                               | 50%                   |
| Dansk skolelukning       | Generelt fra 16. marts 2020 og igen fra 15. december                   | periodevis            | Nej                                            | Nej                   |